# Zekrite
Zekrite (arabe : زكريت) est un village libanais situé dans le caza du Metn au Mont-Liban au Liban. La population est presque exclusivement chrétienne.